# Хостел
Хостел е бюджетно ориентиран обект за туристическо настаняване.

## Описание
Хостелът е предназначен предимно за младежи и пътешественици, където могат да бъдат наети легло, обикновено двуетажно и ползват общ санитарен възел, а понякога и всекидневна, туристическа кухня, индивидуално шкафче, информационно обслужване, градина, библиотека, телевизор и игрална зала. Стаите и санитарните възли в хостела често са смесени, но има и еднополови — например стаи само за жени, въпреки че самостоятелни стаи със санитарен възел също могат да бъдат на разположение. Често се предлагат и фамилни стаи — с голямо двойно едноетажно легло и двуетажни или триетажни легла със или без санитарен възел.
Хостелите може да включват и хранене: закуска, вечеря, ястия по поръчка или просто кафе, чай и мляко; ползване на велосипед, пералня/сушилня, посещения на туристически забележителности или забавления. Поради споделено ползване на услугите към обитателите се предявяват по-високи изисквания за личните хигиена и култура. При определена по-силна телесна миризма, нечисти дрехи, хъркане или навлизане в личното пространство престоят може да е нежелателен\неприемлив. Всеки хостел има и вътрешни правила за туристите — от колко часа започва настаняването, до колко часа е напускането, какво, как, кога, къде може да се ползва в хостела, в колко часа е закуската и т.н.
Хостелите са като цяло по-евтини от хотелите, както за операторите така и за обитателите; много от тях имат дългосрочно пребиваващи, които те използват като рецепция, служители или помощници в домакинство (персонал) в замяна на безплатно настаняване. Според действащото законодателство в България – Закон за туризма и Наредбата за категоризация на туристически обекти – хостелът е организиран изцяло професионално.
Според големината си биват малки хостели – под 50 легла, големи над 50 легла и достигащи до над 1000 легла.
Някои хостели имат ограничения, като например
- приемат само младежи до 28 или 35 години;
- лица над определена възраст се настаняват само в самостоятелни стаи;
- само за международни туристи или само за лица с регистриран домашен адрес в същите или регион, или населено място;
- само за лица от един и същи пол;
- не допускат лица с домашен адрес в същия регион/град;
- работят сезонно или само в интервала от 17 часа до 10 часа на следващия календарен ден;
- не допускат настаняване или влизане след 24 часа през нощта;
- ограничен е срока на престой до 7 или 30 дни и др.

## История
Първият хостел е открит в Германия в далечната 1912 г. от Ричард Ширман. Старинният замък Алтена е превърнат в място за настаняване на младежи. Младежите е трябвало, доколкото е възможно, да извършват домакинска работа, с цел да се намалят разходите и да изградят характер, както и да са физически активни на открито. Поради това, много хостели са били затворени по време на средната част на деня. Много малко хостели все още изискват участие в домакинската работа, освен измиване след самообслужване с храна или са затворени през деня и след вечерния час.

## Видове
- Градски — Това са хостели най-вече в големите градове и предлагат обслужване на туристите
- Приключенски — Намират се на екзотични места
- Морски — Намират се в морски курорти
- Еко — Поддържат високи стандарти за енергоспестяване и рециклиране, използват екологични материали и миещи средства, предлагат често и биохрана
- Студентски — Намират се в университетски градчета или в близост до университети
- Парти — Много често се използват за празднуване на рождени дни, ергенски и момински партита, за запознанства на самотно пътуващи с други такива

## Разлики с хотела
- Хостелите са склонни да бъдат бюджетно ориентирани; с цени значително по-ниски; имат и програми за споделяне на книги, DVD-та и други елементи.
- Подходящи за тези, които предпочитат неформална среда на живот и общуване.
- За тези, които предпочитат да общуват с връстниците си гости,
- Общежитието има много по-социален характер.
- Хостелите обикновено са на самообслужване.
- Хостели обикновено са по-„приключенския туризъм“, ориентирани към „свободното пътуване“ с привличането на по-млади, по-смели туристи.